# Carl Adams
Carl Adams, född 1751, död 30 december 1811 i Kvarntorp i Motala socken, Östergötlands län, var en svensk ciselör och skulptör.
Adams studerade medaljgravyr för Carl Gustaf Fehrman och fortsatte därefter studierna för Pierre Hubert L'Archevêque. År 1774 tilldelades han Konstakademiens stora medalj för en skulptur. Tillsammans med Fehrman for han med ekonomiskt bistånd från Lovisa Ulrika till Paris för att utbilda sig till guldsmed 1744. Han kallades hem till Sverige 1779 för att tillsammans med två franska arbetare reparera L'Archevêques staty över Gustav II Adolf. Arbetet var mycket omfattande och väsentliga delar av statyn kan betraktas som utförda av Adams.